# センテリュオ
センテリュオ（Centelleo）は、日本の競走馬。2020年のオールカマーの勝ち馬である。
馬名の由来はスペイン語で「煌めき」。母名より連想。

## 戦績

### デビュー前
2015年4月8日、北海道安平町のノーザンファームで誕生。一口馬主法人キャロットファームより総額5,000万円（一口12万5,000円×400口）で募集された。

### 3歳（2018年）
栗東の高野友和厩舎に入厩し、2月25日の3歳新馬戦に福永祐一鞍上でデビュー。1番人気に応えデビュー勝ちを果たす。その後は500万下条件戦を2戦し共に1番人気に推されたが勝ちきれず連続で2着となり、条件戦3戦目の都井岬特別で2勝目を挙げた。
続くローズステークスで重賞初出走。4番人気となったが、結果は7着に敗れた。その後1000万下条件戦を1戦し2着となり当年を終えた。

### 4歳（2019年）
年明け初戦で3勝目を挙げると、その後1戦挟んだ後の下鴨ステークスを勝利しオープン入りを果たした。
オープン入り初戦は久々の重賞挑戦となるマーメイドステークス(GIII)に出走。重賞勝ち馬不在で混戦模様ながら1番人気に支持され、レースでも後方追走から直線で懸命に脚を伸ばすも、結果は4着だった。
その後は新潟記念(GIII)7着を経て、エリザベス女王杯にクリストフ・ルメールとのコンビで出走。無敗のオークス馬ラヴズオンリーユーや秋華賞馬クロノジェネシスといった3歳馬に人気が集まる中、重賞未勝利ながら5番人気に推されると、結果は4着とGI初出走ながら掲示板を確保。鞍上のルメールはレース後、「反応は良かったです。このメンバーでもよく頑張ってくれています」とコメントした。

### 5歳（2020年）
この年は愛知杯から始動し、1番人気に推されたが結果は5着となった。
リステッド競走の大阪城ステークス5着を挟んで、前年同様マーメイドステークスにデビュー戦以来となる福永とのコンビで出走。ハンデは55kgとなり、最終的に2番人気でレースに臨んだが、レースでは勝ち馬に3/4馬身差及ばず2着に惜敗した。鞍上の福永は勝ち馬とのハンデ差を敗因にあげつつ、「力は見せてくれました」とコメントした。
休養を挟み、秋はオールカマーから始動。9頭立てと少頭数となった中、5番人気で迎えたレースでは、道中後方待機から直線で外から伸びると、最後は先に抜け出したカレンブーケドールをハナ差で差し切って重賞初勝利を挙げた。その後参戦したエリザベス女王杯は5着だった。

### 6歳（2021年）
1月16日の愛知杯から始動したが11着と大敗。その後、2月14日の京都記念に出走を予定していたが体調が整わず回避し現役を引退、2月12日付で競走馬登録を抹消された。引退後はノーザンファームで繁殖牝馬となったが、仔を1頭も残すことなく2022年7月27日に死亡した。

## 競走成績
以下の内容は、netkeiba.comの情報に基づく。
| 競走日     | 競馬場 | 競走名           | 格       | 距離（馬場）  | 頭 数 | 枠 番 | 馬 番 | オッズ （人気） | 着順 | タイム （上り3F） | 着差 | 騎手        | 斤量 [kg] | 1着馬（2着馬）         | 馬体重 [kg] |
| ---------- | ------ | ---------------- | -------- | ------------- | ----- | ----- | ----- | --------------- | ---- | ----------------- | ---- | ----------- | --------- | ---------------------- | ----------- |
| 2018.02.25 | 阪神   | 3歳新馬          |          | 芝2000m（良） | 16    | 1     | 2     | 002.40（1人）   | 01着 | R2:03.5（34.5）   | -0.1 | 0福永祐一   | 54        | （ロードレガリス）     | 454         |
| 0000.03.24 | 阪神   | 君子蘭賞         | 500万下  | 芝1800m（良） | 10    | 8     | 9     | 002.00（1人）   | 02着 | R1:47.1（34.2）   | -0.4 | 0川田将雅   | 54        | ロケット               | 448         |
| 0000.04.28 | 京都   | 矢車賞           | 500万下  | 芝2200m（良） | 12    | 6     | 7     | 001.60（1人）   | 02着 | R2:15.2（34.5）   | -0.2 | 0川田将雅   | 54        | トーホウアルテミス     | 446         |
| 0000.08.04 | 小倉   | 都井岬特別       | 500万下  | 芝2000m（良） | 13    | 5     | 7     | 002.90（2人）   | 01着 | R1:57.6（34.5）   | -0.2 | 0北村友一   | 52        | （ノーブルカリナン）   | 448         |
| 0000.09.16 | 阪神   | ローズS          | GII      | 芝1800m（良） | 15    | 4     | 7     | 008.50（4人）   | 07着 | R1:46.7（33.9）   | -0.7 | 0北村友一   | 54        | カンタービレ           | 444         |
| 0000.11.17 | 京都   | 3歳上1000万下    |          | 芝2000m（良） | 11    | 2     | 2     | 001.90（1人）   | 02着 | R2:01.1（34.1）   | -0.2 | 0北村友一   | 53        | モーヴサファイヤ       | 460         |
| 2019.01.13 | 中山   | 4歳上1000万下    |          | 芝2200m（良） | 13    | 6     | 8     | 001.70（1人）   | 01着 | R2:25.6（34.2）   | -0.2 | 0C.ルメール | 54        | （チャロネグロ）       | 450         |
| 0000.03.31 | 阪神   | 尼崎S            | 1600万下 | 芝2200m（良） | 9     | 2     | 2     | 001.70（1人）   | 02着 | R2:12.7（35.1）   | -0.3 | 0C.ルメール | 54        | メールドグラース       | 458         |
| 0000.05.19 | 京都   | 下鴨S            | 1600万下 | 芝2000m（良） | 8     | 3     | 3     | 001.70（1人）   | 01着 | R2:00.1（32.8）   | -0.2 | 0三浦皇成   | 54        | （アクート）           | 466         |
| 0000.06.09 | 阪神   | マーメイドS      | GIII     | 芝2000m（良） | 16    | 2     | 4     | 004.60（1人）   | 04着 | R2:00.7（35.2）   | -0.4 | 0北村友一   | 54        | サラス                 | 466         |
| 0000.09.01 | 新潟   | 新潟記念         | GIII     | 芝2000m（重） | 18    | 8     | 16    | 009.60（4人）   | 07着 | R1:58.2（34.3）   | -0.7 | 0北村友一   | 53        | ユーキャンスマイル     | 468         |
| 0000.11.10 | 京都   | エリザベス女王杯 | GI       | 芝2200m（良） | 18    | 6     | 12    | 020.80（5人）   | 04着 | R2:14.4（33.7）   | -0.3 | 0C.ルメール | 56        | ラッキーライラック     | 464         |
| 2020.01.18 | 小倉   | 愛知杯           | GIII     | 芝2000m（重） | 16    | 1     | 2     | 002.90（1人）   | 05着 | R2:02.0（36.7）   | -0.9 | 0C.ルメール | 55        | デンコウアンジュ       | 464         |
| 0000.03.08 | 阪神   | 大阪城S          | L        | 芝1800m（稍） | 16    | 3     | 5     | 005.80（3人）   | 05着 | R1:47.5（34.8）   | -0.6 | 0川田将雅   | 54        | レッドガラン           | 470         |
| 0000.06.14 | 阪神   | マーメイドS      | GIII     | 芝2000m（稍） | 16    | 3     | 6     | 006.60（2人）   | 02着 | R2:01.2（35.3）   | -0.1 | 0福永祐一   | 55        | サマーセント           | 472         |
| 0000.09.27 | 中山   | オールカマー     | GII      | 芝2200m（良） | 9     | 4     | 4     | 009.10（5人）   | 01着 | R2:15.5（34.5）   | -0.0 | 0戸崎圭太   | 54        | （カレンブーケドール） | 472         |
| 0000.11.15 | 阪神   | エリザベス女王杯 | GI       | 芝2200m（良） | 18    | 4     | 8     | 006.10（4人）   | 05着 | R2:10.8（33.9）   | -0.5 | 0戸崎圭太   | 56        | ラッキーライラック     | 476         |
| 2021.01.16 | 中京   | 愛知杯           | GIII     | 芝2000m（良） | 18    | 3     | 5     | 004.00（1人）   | 11着 | R2:00.1（36.3）   | -1.4 | 0C.ルメール | 56        | マジックキャッスル     | 486         |

## 血統表
| センテリュオの血統サンデーサイレンス系 / Northern Dancer5×5×4=12.50%、Mr. Prospector4×5=9.38% | センテリュオの血統サンデーサイレンス系 / Northern Dancer5×5×4=12.50%、Mr. Prospector4×5=9.38% | センテリュオの血統サンデーサイレンス系 / Northern Dancer5×5×4=12.50%、Mr. Prospector4×5=9.38% | （血統表の出典）       | （血統表の出典）  |
| 父 ディープインパクト 2002 鹿毛                                                               | 父の父*サンデーサイレンス Sunday Silence 1986 青鹿毛                                          | Halo                                                                                          | Hail to Reason         | Hail to Reason    |
| 父 ディープインパクト 2002 鹿毛                                                               | 父の父*サンデーサイレンス Sunday Silence 1986 青鹿毛                                          | Halo                                                                                          | Cosmah                 |                   |
| 父 ディープインパクト 2002 鹿毛                                                               | 父の父*サンデーサイレンス Sunday Silence 1986 青鹿毛                                          | Wishing Well                                                                                  | Understanding          | Understanding     |
| 父 ディープインパクト 2002 鹿毛                                                               | 父の父*サンデーサイレンス Sunday Silence 1986 青鹿毛                                          | Wishing Well                                                                                  | Mountain Flower        |                   |
| 父 ディープインパクト 2002 鹿毛                                                               | 父の母*ウインドインハーヘア Wind in Her Hair 1991 鹿毛                                        | Alzao                                                                                         | Lyphard                | Lyphard           |
| 父 ディープインパクト 2002 鹿毛                                                               | 父の母*ウインドインハーヘア Wind in Her Hair 1991 鹿毛                                        | Alzao                                                                                         | Lady Rebecca           |                   |
| 父 ディープインパクト 2002 鹿毛                                                               | 父の母*ウインドインハーヘア Wind in Her Hair 1991 鹿毛                                        | Burghclere                                                                                    | Busted                 | Busted            |
| 父 ディープインパクト 2002 鹿毛                                                               | 父の母*ウインドインハーヘア Wind in Her Hair 1991 鹿毛                                        | Burghclere                                                                                    | Highclere              |                   |
| 母 アドマイヤキラメキ 2002 栗毛                                                               | 母の父*エンドスウィープ End Sweep 1991 鹿毛                                                   | *フォーティナイナー                                                                           | Mr. Prospector         | Mr. Prospector    |
| 母 アドマイヤキラメキ 2002 栗毛                                                               | 母の父*エンドスウィープ End Sweep 1991 鹿毛                                                   | *フォーティナイナー                                                                           | File                   |                   |
| 母 アドマイヤキラメキ 2002 栗毛                                                               | 母の父*エンドスウィープ End Sweep 1991 鹿毛                                                   | Broom Dance                                                                                   | Dance Spell            | Dance Spell       |
| 母 アドマイヤキラメキ 2002 栗毛                                                               | 母の父*エンドスウィープ End Sweep 1991 鹿毛                                                   | Broom Dance                                                                                   | Witching Hour          |                   |
| 母 アドマイヤキラメキ 2002 栗毛                                                               | 母の母エヴリウィスパー 1997 栗毛                                                              | *ノーザンテースト                                                                             | Northern Dancer        | Northern Dancer   |
| 母 アドマイヤキラメキ 2002 栗毛                                                               | 母の母エヴリウィスパー 1997 栗毛                                                              | *ノーザンテースト                                                                             | Lady Victoria          |                   |
| 母 アドマイヤキラメキ 2002 栗毛                                                               | 母の母エヴリウィスパー 1997 栗毛                                                              | *クラフティワイフ                                                                             | Crafty Prospector      | Crafty Prospector |
| 母 アドマイヤキラメキ 2002 栗毛                                                               | 母の母エヴリウィスパー 1997 栗毛                                                              | *クラフティワイフ                                                                             | Wife Mistress F-No.9-a |                   |

- 全兄に2017年のトゥーラックハンデキャップ、エミレーツステークスを制したトーセンスターダムがいる。